# NK Risnjak Lokve
Nogometni klub Risnjak Lokve hrvatski je nogometni klub iz mjesta Lokve. Osnovan je 1925. godine.
Trenutačno se natječe u 2. ŽNL Primorsko-goranskoj.

## Vanjske poveznice
- Profil, HNS Semafor